# Pyrinia castaneata
Pyrinia castaneata är en fjärilsart som beskrevs av Felder och Alois Friedrich Rogenhofer 1874. Pyrinia castaneata ingår i släktet Pyrinia och familjen mätare. Inga underarter finns listade.